# Форт Кавазос
Форт Кавазос (енгл. Fort Cavazos) насељено је место без административног статуса у америчкој савезној држави Тексас.

## Демографија
По попису из 2010. године број становника је 29.589, што је 4.122 (-12,2%) становника мање него 2000. године.
| Група             | 2000.          | 2010.          |
| Белци             | 15.274 (45,3%) | 16.008 (54,1%) |
| Афроамериканци    | 10.651 (31,6%) | 5.272 (17,8%)  |
| Азијати           | 719 (2,1%)     | 663 (2,2%)     |
| Хиспаноамериканци | 5.630 (16,7%)  | 5.923 (20,0%)  |
| Укупно            | 33.711         | 29.589         |